# Большие надежды
«Больши́е наде́жды» (англ. Great Expectations) — тринадцатый роман Чарльза Диккенса. Второй из романов Диккенса, после «Дэвида Копперфилда», полностью изложенный от первого лица главного героя. Основной сюжет романа касается жизни и приключений взрослеющего сироты, Филипа Пиррипа по прозвищу «Пип». Впервые издан отрывками с декабря 1860 года по август 1861 года в журнале Диккенса «Круглый год», а в октябре 1861 года вышел в трёх томах в издательстве Chapman & Hall.
Разделение на главы обусловлено изначальной публикацией романа отрывками, причём его длина задумывалась вдвое большей. Сжатое изложение и необычная для Диккенса ограниченность изобразительных средств вместе с уравновешенностью структуры, совершенством сюжета и глубиной интриги делают роман вершиной зрелости писателя. Написанный в конце карьеры Диккенса, он стал предпоследним (перед «Нашим общим другом») из полностью оконченных им романов.
Действие происходит в графстве Кент и в Лондоне с 1812 по 1845 гг., в годы и в местах детства и молодости самого писателя. Читатель в самом начале «сталкивается» с беглым каторжником Абелем Мэгвичем, а затем следуют изображения крайностей: нищеты, плавучих тюрем, колодок, цепей и смертельной борьбы. В романе интрига, подпитываемая неожиданными сюжетными поворотами, связана с автобиографическим компонентом разной тональности, и, несмотря на технику повествования, если и не отражает события жизни, то показывает, что́ беспокоило писателя, особенно показывает его взгляд на понятия «общество» и «человек».
Яркие персонажи романа надолго остаются в памяти читателей: беспощадная мисс Хэвишем и ледяная красавица Эстелла, рациональный и добрый кузнец Джо, одновременно добродушный и чёрствый дядюшка Памблчук, резкая фигура поверенного Джеггерса, двуличная фигура его обратной копии Уэммика, красноречивый и благонравный Герберт Покет.
Писатель, переключаясь в течение всего романа между противоборствующими, типичными для него темами: богатства и бедности, любви и неприятия, снобизма и обозлённости, — избирает для концовки силу доброты и её победу над силами мракобесия и зла.
Критики разделились во мнениях с самого первого издания романа: Карлейль говорил о «чудачестве с Пипом», а Д. Б. Шоу хвалил «прекрасный и полностью задействованный в произведении ансамбль». Судя по количеству экранизаций и театральных постановок, роман принадлежит к числу самых популярных произведений писателя. Входит во Всемирную библиотеку (список наиболее значимых произведений мировой литературы Норвежского книжного клуба, отобранных сотней независимых писателей и литературоведов из разных стран мира).

## Сюжет
Молодой человек Пип в романе рассказывает историю своей жизни и делит её на три части, соответствующие трём «этапам» пути: 1) детству и ранней юности в Кенте, когда он мечтал подняться из своего бедного положения, 2) ранней зрелости в Лондоне после признания его «больших надежд» и 3) разочарования, когда узнал истинный источник своего богатства и постепенно осознавал тщетность своих ложных идеалов.

### Кент
Семилетний сирота Филип Пиррип (Пип) живёт в английской деревне в Кенте в доме у своей старшей сестры (воспитывающей его «своими руками») и её мужа — кузнеца Джо Гарджери, простоватого добряка. Сестра постоянно сетует на бедность и непутёвость брата и мужа. Пип на кладбище постоянно навещает могилу своих родителей и в сочельник встречает там беглого каторжника, который, угрожая ему смертью, требует принести еды, бренди и напильник для снятия кандалов. Испугавшись, мальчик приносит всё тайком из дома. Но на следующий день каторжник был пойман вместе с другим, которого пытался убить на глазах у деревенских жителей.
Несмотря на бедность, Пип ведёт беспечную жизнь, пока однажды его не приглашают в старый заросший особняк Сатис-Хаус к пожилой даме мисс Хэвишем, которая ищет товарища для игр для своей приёмной дочери Эстеллы. Мисс Хэвишем, одетая в пожелтевшее от времени подвенечное платье, сидит в тёмной, мрачной комнате. В соседней зале стоит на столе затянутый паутиной свадебный торт. Она выбрала Эстеллу орудием мести всем мужчинам за жениха, который ограбил её, а после не явился на свадьбу. «Разбивай их сердца, гордость моя и надежда, — шептала она, — разбивай их без жалости!». Пип находит Эстеллу очень красивой, но высокомерной. До встречи с ней он любил ремесло кузнеца, а спустя год содрогался от мысли, что Эстелла застанет его чёрным от грубой работы и будет презирать. Мисс Хэвишем, однажды вызвав Джо к себе, решает компенсировать ему его неокупившиеся затраты на обучение Пипа кузнечному ремеслу, уплатив 25 гиней золотом.
Он разговаривает об этом с Джо, когда к ним в дом приходит стряпчий Джеггерс из Лондона, который сообщает, что его клиент, пожелавший остаться неизвестным, хочет обеспечить Пипа «блестящим будущим», для чего он должен отправиться в Лондон и стать джентльменом. Также Джеггерс назначается его опекуном до 21 года, обязуется выдавать ему довольно много денег еженедельно и советует обратиться за наставлениями к Мэтью Покету. Пип подозревает, что анонимный благодетель — мисс Хэвишем, и надеется на будущую помолвку с Эстеллой. Незадолго до этого сестру Пипа тяжело контузило страшным ударом неизвестного в затылок, констебли безуспешно пытались найти нападавшего. Пип подозревает в злодеянии Орлика, помощника Джо в кузнице.

### Лондон
В Лондоне Пип осваивается быстро. Он снимает квартиру вместе с Гербертом Покетом, сыном своего эксцентричного, но опытного наставника Мэтью Покета, выпускника Итона, Харроу и Кембриджа, женившегося на дочери рыцаря, всю жизнь кичившейся своим происхождением. Вступив в клуб «Зяблики в роще», он напропалую сорит деньгами, знакомится с новыми людьми, приобретает манеры, соответствующие его новому социальному положению, и упражняется в светской жизни. Среди его знакомых оказываются самые невероятные персонажи вроде образцового работника Уэммика, занимающегося на досуге строительством своего мини-замка, или псаломщика Уопсла, переехавшего из Кента в Лондон и выступающего там на сцене в роли Гамлета. Занимаясь составлением списка своих долгов, Пип чувствует себя первоклассным дельцом. Герберт же только «осматривается», надеясь поймать удачу в Сити, но «ловит» её лишь благодаря тайной денежной помощи от Пипа через посредников.
Пип навещает мисс Хэвишем, которая часто просит его сопровождать повзрослевшую Эстеллу на вечеринки, а наедине призывает любить девушку несмотря ни на что. Эстелла же, окружённая многочисленными кавалерами, пытается дать ему понять, что она воспитана с единственной целью — вредить мужчинам.
Раздосадованный отсутствием взаимности, Пип испытывает ещё и глубокое разочарование, с ужасом установив истинную личность своего благодетеля: им оказался старый каторжник Абель Мэгвич, встреченный им когда-то на кладбище и вернувшийся из австралийской ссылки, несмотря на угрозу повешения. Тогда Пип, наконец, понимает, что мисс Хэвишем играла им с целью заставить мужчин страдать и таким образом отомстить собственному жениху, который бросил её прямо в день свадьбы.

### Искупление
Джеггерс с недомолвками всё же признаёт, что источником джентльменской жизни Пипа стали деньги беглеца, благодарного за давнее милосердие маленького мальчика. Отвращение и ужас, испытанные в первый момент, сменились в душе Пипа растущей признательностью к каторжнику, разочарованием в ценностях поверхностного и лицемерного высшего общества и раскаянием в предательстве своих корней и своей семьи. Из рассказов Мэгвича открылось, что Компесон, второй каторжник, пойманный когда-то на болотах, был тем самым женихом мисс Хэвишем (Мэгвич был осуждён на 14 лет принудительных работ за мошенничество, а Компесон, хотя и был руководителем, выставил на суде таковым Мэгвича, за что получил менее строгое наказание и вызвал месть Мэгвича). Пип сочувствует преследуемому беглецу и решает помочь ему покинуть Англию во избежание казни за нарушение условий ссылки. В ходе подготовки побега Пип догадывается, что Мэгвич — отец Эстеллы, а мать её — экономка Джеггерса, которую подозревали в убийстве, но оправдали усилиями стряпчего; а также что Компесон преследует Мэгвича.
Во время очередного посещения мисс Хэвишем Эстелла говорит, что выходит замуж за жестокого и примитивного Драмла, Пип в присутствии мисс Хэвишем признаётся ей в любви, которая Эстеллу совершенно не интересует, как и любая другая любовь. Подавленный Пип в последний раз навещает мисс Хэвишем, предлагая ей поучаствовать в деловом предприятии Герберта Покета, на что та соглашается. Её мучает тяжкое раскаяние за Эстеллу. Когда Пип уходит, платье мисс Хэвишем загорается от камина, Пип спасает её (получив ожоги), но она вскоре умирает. Через несколько дней после этого случая Пип получает анонимное письмо, оказывается заманен ночью к известняковой печи, где Орлик пытается его убить, но всё обходится.
После всех этих перипетий, уже плывя к устью Темзы на лодке с друзьями Пипа, чтобы пересесть на заграничный пароход, они были перехвачены полицейскими и Компесоном, и Мэгвич был схвачен, а потом осуждён. Он умер от ран в тюремной больнице (получив их при утоплении Компесона), его последние минуты были согреты благодарностью Пипа и рассказом о судьбе дочери, ставшей леди.
Пип остался холостым джентльменом и через 11 лет случайно встретил на развалинах дома мисс Хэвишем овдовевшую Эстеллу. После краткого разговора они пошли прочь от мрачных развалин, взявшись за руки.
- «Мы сели на скамейку». Рис. Ф. А. Фрейзера (ок. 1877).
- «Пройдёмся ещё раз по саду» Сатис-Хауса. Рис. Джона Макленана.
- «Она опёрлась на моё плечо».
- «Я взял её за руку… и широкие просторы… расстилались… не омрачённые тенью новой разлуки». Рис. Маркуса Стоуна.
- «Широкие просторы… расстилались перед нами, не омрачённые тенью новой разлуки». Рис. Джона Макленана.

## Действующие лица

### Главный герой и его семья
- Пип и Джо перед камином. Рис. Джона Макленана.
- Пип и Джо на болотах. Рис. Джона Макленана.
- Пип и Джо в минуты гнева миссис Джо Гарджери. Рис. Джона Макленана.
- Миссис Джо воспитывает Пипа «своими руками».
- Мистер Памблчук, Пип и миссис Джо. Рис. Джона Макленана.
- Мистер Памблчук читает свою вечную мораль. Рис. Джона Макленана.

- Филип Пиррип по прозвищу Пип, сирота, главный герой и рассказчик «Больших надежд». Провёл своё детство в убеждении, что однажды унаследует деревенскую кузницу своего зятя Джо Гарджери. Его жизнь резко меняется, когда он неожиданно сталкивается с Абелем Мэгвичем, беглым каторжником, тайно приступившим к воспитанию мальчика. С тех пор Пип живёт в Лондоне и постепенно приобретает статус «джентльмена», которым он злоупотребляет, пожертвовав отношениями с семьёй. Убеждённый в том, что его благодетелем является мисс Хэвишем, он вынужден научиться жить с разбитым сердцем и терпеливо уважать её, прежде чем успокоиться в признании того, что он стал настоящим благородным человеком — честным и преданным, пусть и опустошённым.
- Джо Гарджери, кузнец, зять главного героя, заменивший ему отца. Безупречно добрый, хоть и разочарованный в предпочтении Пипом лондонской жизни, он навещает его после начала воспитания. Этот визит даётся ему нелегко: не зная, называть ли Пипа просто «Пип» или «сэр», Джо возвращается в деревню, сохраняя достоинство, но с тяжестью на душе.
- Миссис Джо Гарджери, сестра Пипа, принявшая его к себе после смерти их родителей. Ворчлива, сварлива, иногда мрачна, сурово обращается с близкими, без конца жалуется на возложенную на неё тяжёлую ношу по воспитанию «своими руками». Жестоко побитая Орликом, батраком её мужа, до конца своих дней она остаётся калекой.
- Мистер Памблчук, дядя Джо Гарджери, неженатый торговец зерном. В глубине души испытывает к Пипу лишь презрение и бесстыдно льстит миссис Гарджери, восхваляя её душевное благородство по воспитанию такого шалопая. Будучи тем, кого мисс Хэвишем впервые попросила привести к ней Пипа, он считает себя устроителем его продвижения по социальной лестнице и пыжится от собственной важности. Когда же Пип, наконец, изобличает его как лжеца, ему удаётся увести разговор в сторону, вызвать симпатию к себе у присутствующих и выдать себя за добродетельного и энергичного родственника.

### Мисс Хэвишем и её семья
- Первый визит Пипа в Сатис-Хаус. Рис. Джона Макленана.
- Свадебный торт мисс Хэвишем. Рис. Джона Макленана.
- Пип, Эстелла и мисс Хэвишем в Сатис-Хаусе. Рис. Джона Макленана.
- Мисс Хэвишем с роковой свечой в руке. Рис. Джона Макленана.
- Мисс Хэвишем в огне. Рис. Джона Макленана.
- Пип приветствует миссис Покет в садах Хаммерсмита. Рис. Гарри Фернисса (1910).
- Герберт Покет вызывает Пипа на драку в саду Сатис-Хауса. Рис. Ф. А. Фрейзера.
- Партия в вист у мисс Хэвишем. Рис. Маркуса Стоуна.

- Мисс Хэвишем, зажиточная пожилая дама, остановившая время много лет назад, после того как её жених не явился на свадьбу. Она приглашает Пипа к себе под предлогом потребности в собеседнике, поэтому Пип считает её своим благодетелем. Мисс Хэвишем не выводит его из заблуждения, поскольку оно помогает ей осуществить свой зловредный план по разбиванию мужских сердец с помощью Эстеллы. Много позже она осознаёт свою ошибку и приносит ему свои извинения. Молодой человек прощает её и вовремя спасает из огня пламени от загоревшегося рядом с камином её подвенечного платья. Однако она вскоре умирает от полученных серьёзных ожогов.
- Эстелла, приёмная дочь мисс Хэвишем, красотка со звёздным именем и ледяным сердцем, в которую Пип страстно влюбился с первого взгляда. Это чувство сопровождает его на протяжении всего романа. В действительности, которую читатель, как и главный герой, узнаёт в самый последний момент, она является внебрачным плодом любви Абеля Мэгвича и Молли, экономки стряпчего Джеггерса. Эстеллу удочерили после осуждения её матери за убийство. В глазах Пипа Эстелла воплощает всё, к чему он стремится: мир красоты, богатства и образованности. Однако, лишённая воспитанием мисс Хэвишем всякого сочувствия, Эстелла неспособна любить, о чём она многократно предупреждает Пипа и во что он отказывается верить.
- Мэтью Покет, член семьи Покетов, двоюродный брат мисс Хэвишем и предполагаемый наследник её имущества. Проживает в частном доме в Хаммерсмите. Патриарх своей семьи, ничего не желает для себя лично. Содержит девятерых детей, двух нянь, гувернантку, кухарку и молодую неумелую жену. Мэтью даёт уроки молодым господам, среди которых Бентли Драмл, Пип и его собственный сын Герберт и которые все живут у него дома.
- Герберт Покет, сын Мэтью Покета, впервые встречает Пипа в детстве в ходе визита в Сатис-Хаус и описан как «бледный молодой джентльмен», когда приглашает его подраться, а позднее становится его наставником по хорошим манерам в Лондоне, где они вместе снимали квартиру в подворье Барнарда, а затем в Темпле, в саду у самой реки. Оказывается верным другом и всегда находится рядом с Пипом: и в горе, и в радости.
- Кузен Рэймонд, пожилой двоюродный брат мисс Хэвишем, проживающий на своём поместье и интересующийся, в основном, её наследством.
- Джорджиана, пожилая двоюродная сестра мисс Хэвишем, одна из «мух», кружащихся вокруг пожилой дамы, чтобы попытаться заполучить её состояние.
- Сара Покет, ещё одна пожилая родственница мисс Хэвишем, которую интересуют лишь её деньги. Описана как «сухонькая и сморщенная… с коричневым личиком, точно склеенным из скорлупок грецкого ореха, и… ртом, похожим на кошачий, только без усов».

### Персонажи из юности Пипа
- Виселица на болотах. Рис. Джона Макленана.
- «Ух ты, щенок», — Мэгвич и Пип на кладбище. Рис. Джона Макленана.
- Мэгвич и Пип на болотах. Рис. Джона Макленана.
- Мэгвич с круглой буханкой хлеба, принесённой Пипом. Рис. Д. Клейтона Кларка (Кида).
- Мэгвич в одиночестве на болотах надпиливает свои цепи. Рис. Джона Макленана.
- Пип и Бидди на болотах. Рис. Джона Макленана.
- Пип проникает в уборную мистера Уопсла. Рис. Гарри Фернисса.

- Абель Мэгвич, он же Провис в Лондоне, он же мистер Кембл, когда обнаружен своим смертельным врагом Компесоном — каторжник, которого вначале читатель встречает на болотах и который тайно взял Пипа на поруки. Он сбежал с каторги с помощью Пипа, но после поимки его сослали в Австралию, где он разбогател и в итоге вернулся в Лондон, чтобы проверить результат воспитания из Пипа джентльмена, рискуя жизнью за нарушение условий ссылки. Выслеживающий его Компесон срывает его план по бегству во Францию, и его приговаривают к повешению. Однако он не доживает до виселицы, умерев от ран, полученных в поединке с Компесоном.
- Мистер и миссис Хабл, пара жителей из деревни Пипа, которые умеют казаться много значительнее, чем они суть на самом деле.
- Мистер Уопсл, он же мистер Вальденгарвер, псаломщик в сельской церкви. Испытывает страсть к сцене, талантом к которой он лишь посредственно наделён. В итоге решает попытать счастья в Лондоне, где в поисках ролей в театрах представляется сценическим псевдонимом Вальденгарвер.
- Бидди, троюродная сестра Уопсла, руководит собственным домашним образовательным учреждением, открытым по вечерам, и по этому стечению обстоятельств становится учительницей Пипа. Умна, чувствительна и бедна, является сиротой, показана как обратная копия Эстеллы. Пип не замечает её любви к нему, будучи очарованным недоступной красотой воспитанницы мисс Хэвишем. Поняв, однако, размах и значение своих ошибочных суждений, он возвращается в деревню просить руки Бидди, но запаздывает и узнаёт, что она уже находится замужем за Джо Гарджери и родила от него двоих детей, одного из которых назвали Пипом, из-за чего Эстелла приняла его за сына Пипа. Близко познакомиться с Бидди желал и Орлик, но его желания не были взаимны.
- Мальчишка Трэбба — рассыльный в магазине тканей Трэбба, не считающий кузнеца Пипа платёжеспособным клиентом. Позднее, во время приезда разбогатевшего Пипа из Лондона по делам, мальчишка публично насмехается над манерами Пипа и его высокомерием.

### Стряпчий и его окружение
- Джеггерс и его клиенты. Рис. Гарри Фернисса (1910).
- Пип в конторе Джеггерса. Рис. Чарльза Грина (ок. 1877).
- Джеггерс угрожает Майку, своему клиенту и информатору (на заднем плане: Пип и Уэммик). Рис. Джона Макленана.
- Уэммик показывает Пипу голову убийцы. Рис. Джона Макленана.
- «Престарелый», отец Уэммика, перед очагом. Рис. Джона Макленана.
- Престарелый с сыном. Рис. Сола Эйтинге-мл.
- Ньюгейтская тюрьма, вид с запада. Рис. Джорджа Шеферда.

- Мистер Джеггерс, видный лондонский стряпчий, представляет нескольких клиентов по гражданским и уголовным судебным делам. Имеет контору с квартирой на Литл-Бритен в Смитфилде, за углом от почтового двора. Занимается делами Мэгвича и имуществом мисс Хэвишем. И в делах, и в жизни очень резок, о чём также говорит его фамилия (в буквальном переводе — «Измельчителев»).
- Джон Уэммик, чьё личное имя упоминается исключительно его отцом, с которым он живёт в Уолворте в небольшой усадьбе, точно воспроизводящей в миниатюре настоящий форт с подъёмным мостом и рвом. Сотрудник Джеггерса, служит особым посредником между стряпчим и его клиентами, часто бывает в Ньюгейтской тюрьме. Чаще всего с Пипом по делу об опеке общается именно он.
- Престарелый Родитель (англ. The Aged Parent), или Престарелый (англ. The Aged P., The Aged), отец Джона Уэммика.
- Молли, экономка Джеггерса, которую он спас от виселицы после приговора по делу об убийстве и держит у себя дома, как дикое укрощённое животное. В конце романа оказывается, что она имела близость с Мэгвичем и является матерью Эстеллы, которую мистер Джеггерс передал мисс Хэвишем, когда та искала девочку на воспитание.

### Противники Пипа
- Глава XV: Джо бросает Орлика в кучу угля. Рис. Ф. А. Фрейзера.
- Долдж Орлик. Рис. Гарри Фернисса (1910).
- Около печи для обжига известняка. Рис. Маркуса Стоуна.
- Орлик готовится убить Пипа. Рис. Гарри Фернисса (1910).
- Старик Орлик всерьёз намерен убить Пипа. Рис. Ф. У. Пейлторпа (около 1900).

- Компесон, каторжник, заклятый враг Мэгвича. Профессиональный мошенник. С согласия Артура Хэвишема, пьющего брата мисс Хэвишем, он стал её женихом, чтобы заполучить её имущество, а затем бросил её одну у алтаря. Когда он узнаёт, что Мэгвич вернулся в Лондон, он выслеживает его, чтобы отомстить и выдать его полиции. Он затевает с Мэгвичем схватку во время предполагаемой посадки того на заграничное судно, но гибнет, утонув в водах Темзы.
- «Долдж» Орлик, постоянный кузнец в мастерской Джо Гарджери, замкнутый и грубый мужчина страшной силы, столь же неприветливый, сколь его начальник открыт и радушен. Будучи от природы неуживчивым, всегда озлоблен и злопамятен, обвиняет окружающих в своих неудачах и лишениях. Он ссорится с Джо из-за колкостей миссис Гарджери, которая, действительно, не жалела их для Орлика, и в результате возникшей потасовки остаётся очень раздосадован и пристыжён полным превосходством Джо. Его обозлённость только усиливается от этого происшествия, и он втайне нападает на миссис Гарджери, оставив её калекой на всю жизнь, а в конце романа покушается на жизнь Пипа, которого спасают лишь в последний момент. Признан виновным и арестован.
- Бентли Драмл, прозванный Джеггерсом «Паук» (англ. the Spider), грубый, глупый джентльмен, из достоинств имеющий лишь унаследованный титул и имущество своей семьи. Пип встречает его у мистера Покета, у которого они вместе получают «джентльменское» воспитание. Он отталкивает от себя всех своих товарищей и даже всё общество, кроме Эстеллы, которая, падкая на титулы, выходит за него замуж, но быстро оставляет его из-за дурного обращения с ней. В конце романа он умирает из-за несчастного случая вследствие жестокого обращения с лошадью.

### Другие персонажи
- Клара Барли, будущая жена Герберта Покета. По природе очень скромна, живёт со своим больным подагрой отцом на берегу Темзы у Мельничного пруда и Старого Копперова канатного завода в затоне Чинкс между Лаймхаусом и Гринвичем. Она не очень привечает Пипа, поскольку понимает, что он подстрекает Герберта на траты. В итоге она признаёт Пипа как друга семьи.
- Мисс Скиффинс, будущая жена мистера Уэммика. Появляется в начале романа в миниатюрной усадьбе Уэммика. В присутствии Пипа она всегда носит зелёные перчатки, которые неожиданно заменяются белыми перчатками во время её бракосочетания с Уэммиком.
- Стартоп, как и Бентли Драмл, обучался вместе с Пипом, но, в отличие от Драмла, показал себя храбрым парнем. «Тонкими чертами лица он напоминал женщину». Он помогает Пипу и Герберту совершить попытку вывоза Мэгвича за рубеж.